# Dans la tête de Godard et de Beauregard
 (février 2025).
Motif : WP:CAAN
- Archive Wikiwix
- Bing
- Cairn
- DuckDuckGo
- E. Universalis
- Gallica
- Google
- G. Books
- G. News
- G. Scholar
- Persée
- Qwant
- (zh) Baidu
- (ru) Yandex
- (wd) trouver des œuvres sur Wikidata

| 1. | Préciser le motif de la pose du bandeau. | Précisez le motif de la pose du bandeau en utilisant la syntaxe suivante : {{admissibilité à vérifier\|date=juillet 2025\|motif=remplacez ce texte par le motif}}                                            |
| 2. | Informer les utilisateurs concernés.     | Pensez à avertir le créateur de l'article, par exemple, en insérant le code ci-dessous sur sa page de discussion : {{subst:avertissement admissibilité à vérifier\|Dans la tête de Godard et de Beauregard}} |

Pour plus de détails, voir Fiche technique et Distribution.
Dans la tête de Godard et de Beauregard est un film français sur la rencontre entre Georges de Beauregard, le producteur emblématique de la Nouvelle Vague, et Jean-Luc Godard et les huit films nés de cette rencontre. Il est réalisé par Hind R. Boukli et il a été diffusé en janvier 2025 sur Ciné+,.
Il est sorti en salle le 14 mai 2025. 
Il a été sélectionné au Rome Cinema Fest en 2024 dans la catégorie History of Cinéma,

## Synopsis
En 1959, Jean-Luc Godard rencontre Georges de Beauregard lors de la projection de presse du film La Passe du diable de Pierre Schoendoerffer.
Le producteur propose au jeune réalisateur de produire son premier film, ce sera À bout de souffle.
De cette rencontre naîtront huit films parmi les plus emblématiques de la nouvelle vague:
- 1960 : À bout de souffle
- 1961 : Une femme est une femme
- 1963 : Le Petit Soldat
- 1963 : Les Carabiniers
- 1963 : Le Mépris
- 1965 : Pierrot le Fou
- 1966 : Made in USA
- 1975 : Numéro deux
- 1976 : Comment ça va (coréalisé avec Anne-Marie Miéville)

## Distribution
- Fanny Ardant : la narratrice
- Jérôme Albrecht : le narrateur
- Jérôme Paquatte : Georges de Beauregard
- La voix de Jean-Luc Godard est jouée par une IA

## Production
Écrit et réalisé à partir des archives de Georges de Beauregard, soigneusement compilées par sa femme Bruna, le documentaire Dans la tête de Godard et de Beauregard contient de nombreux documents et photographies inédites apportant un regard nouveau sur la production des films que Jean-Luc Godard a réalisé pour le producteur et qui auront une influence sur le cinéma mondial.
Le documentaire est l'un des premiers documentaires français qui utilise une intelligence artificielle avec laquelle la voix de Jean-Luc Godard a été recréée pour lire des lettres originales du réalisateur.